# Яким Шишков
Яким Стоянов Шишков е български търговец от XIX век, участник в българското националреволюционно движение.

## Биография
Яким Шишков е роден през 1815 година в заможно семейство в град Ловеч, махалата Хармането, като едно  от 10-те  деца  на Стоян и  Пена Шишкови. Емигрира в Румъния, където се занимава с търговия. Тук се запознава с Георги Раковски и Любен Каравелов. Общува и с Панайот Греков, Стефан Стамболов и Евлоги Георгиев. Пътува из Румъния, Русия, Австрия и говори румънски, руски, турски и немски. 
Шишков се звръща се в Ловеч като богат търговец на спиртни напитки, кожи и пашкули. Участва в националреволюционното движение. Подпомага Ловчанския частен революционен комитет на Вътрешната революционна организация. В неговото лозе на 3 октомври 1871 година провеждат събрание Васил Левски, Ангел Кънчев, Димитър Общи и ловчанските дейци. 
Шишков, който отблизо се познава с владиците Йосиф I Български и  Натанаил Охридски, подкрепя и българското църковно и просветно движение в Ловеч. Ктитор е на църквата „Света  Троица“, построена в  Харманската  махала в 1869 година. По негов личен калъп се правят решетките на църковните прозорци.
Избиран е от ловешките граждани за мухбир - служебно лице немюсюлманин, посредник между българите и османските власти. След залавянето на Васил Левски и докарването му в Ловеч, като мухбир е повикан в полицията. Шишков не потвърждава самоличността на Левски и успява да го осведоми за унищожаването на комитетските книжа и доказателствата за революционната дейност, като на дъното на съда, с който му носи ядене написва „всичко е унищожено“. Левски задрасква написаното в знак, че го е прочел. Димитър Общи съобщава пред извънредната следствена комисия в София, че в градината (лозето) на Яким Шишков, се е срещал с Марин Поплуканов, Димитър Пъшков, Иван Драсов и с един поп, чието име не знае. След гибелта на Левски, Шишков продължава да се занимава с революционна дейност. В подземието на къщата на чорбаджи Петю В. Груев се събират често Шишков, поп Тодор  Мишака, даскал Никола Ковачев, Нето Добрев и Стоян Куюмджията и леят куршуми, събират оръжие и подкотвят снаряжение.
След създаването на Княжество България, Яким Шишков се включва в обществения  живот на Ловеч. На  30 август 1877 година за старшини в Хармането са определени Шишков, Стоян Коюмджи, Вълчо Панков и Петко Стоянов. Шишков е член и на съдебния съвет. В 1878 година е член на Благотворителното дружество, подпомагащо ранените, болните и завръщащите се в родината руски войници. В 1979 година заедно с други 10 ловчанлии отстъпва безвъзмездно терени в града за изграждане на паметници на загиналите за освобождението на Ловеч. Дарява земята на която е изграден храм „Света Троица“.  От 28 юни 1881 година до 30 май 1883 година Шишков е член на Градското общинско управление в Ловеч. В градския общински съвет от 24 май 1884 година до март 1885 година е съветник; от март 1885 година до 10 ноември 1887 година е член; от 11 ноември 1887 година до 7 октомври 1890 година е съветник. Брат е на Цачо Шишков.
Умира у дома си в Ловеч на 12 юни 1902 година. Погребан е от северната страна на „Света Троица“.
Негов син е Данаил Шишков.